# Reece Howden
Reece Howden (ur. 12 lipca 1998 w Cultus Lake) – kanadyjski narciarz dowolny specjalizujący się w skicrossie, złoty medalista igrzysk olimpijskich młodzieży, zdobywca Pucharu Świata.

## Kariera
Na arenie międzynarodowej zadebiutował w zawodach FIS w Sun Peaks w grudniu 2015 roku. Na miesiąc później przypadł debiut w zawodach z cyklu Pucharu Ameryki Północnej. W pierwszych latach swojej kariery skupiał się głównie na startach w zawodach tej rangi, w których między innymi w sezonie 2017/2018 zwyciężył w klasyfikacji skicrossu, a w klasyfikacji generalnej był drugi. W lutym 2016 roku wystartował w igrzyskach olimpijskich młodzieży w Lillehammer, w których wywalczył złoty medal w skicrossie. W kwietniu 2017 zanotował swój jedyny występ w mistrzostwach świata juniorów. W zawodach rozgrywanych w Valmalenco ostatecznie uplasował się na 7. lokacie.
W styczniu 2018 roku po raz pierwszy wystąpił w zawodach z cyklu Pucharu Świata. Podczas debiutu zajął 45. lokatę w konkursie w kanadyjskiej Nakisce. W lutym 2019 roku zadebiutował podczas mistrzostw świata w Solitude, w których uplasował się na 17. miejscu. W styczniu 2020 roku wygrał swój pierwszy w karierze konkurs PŚ, który rozegrano również w Nakisce. Było to zarazem pierwsze podium w zawodach tej rangi Kanadyjczyka. W lutym 2021 roku, podczas mistrzostw świata w Idre Fjäll zwyciężył w małym finale, kończąc tym samym rywalizację w czempionacie na 5. lokacie. W sezonie 2020/2021 zdobył Kryształową Kulę za zwycięstwo w klasyfikacji skicrossu.

## Osiągnięcia

### Igrzyska olimpijskie
| Miejsce | Dzień     | Rok  | Miejscowość | Konkurencja | Zwycięzca  |
| ------- | --------- | ---- | ----------- | ----------- | ---------- |
| 9.      | 18 lutego | 2022 | Pekin       | Skicross    | Ryan Regez |

### Mistrzostwa świata
| Miejsce | Dzień     | Rok  | Miejscowość | Konkurencja        | Zwycięzca        |
| ------- | --------- | ---- | ----------- | ------------------ | ---------------- |
| 17.     | 2 lutego  | 2019 | Solitude    | Skicross           | François Place   |
| 5.      | 13 lutego | 2021 | Idre Fjäll  | Skicross           | Alex Fiva        |
| 4.      | 26 lutego | 2023 | Bakuriani   | Skicross           | Simone Deromedis |
| 2.      | 26 lutego | 2023 | Bakuriani   | Skicross drużynowy | Szwecja          |
| 25.     | 21 marca  | 2025 | Engadyna    | Skicross           | Ryan Regez       |

### Puchar Świata

#### Miejsca w klasyfikacji generalnej
- sezon 2018/2019: 115.
- sezon 2019/2020: 74.

Od sezonu 2020/2021 klasyfikacja skicrossu zastąpiła klasyfikację generalną.
- sezon 2020/2021: 1.
- sezon 2021/2022: 12.
- sezon 2022/2023: 1.
- sezon 2023/2024: 2
- sezon 2024/2025: 1.

#### Miejsca na podium w zawodach
1. Nakiska – 18 stycznia 2020 (skicross) – 1. miejsce
2. Val Thorens – 20 grudnia 2020 (skicross) – 2. miejsce
3. Val Thorens – 21 grudnia 2020 (skicross) – 1. miejsce
4. Idre – 23 stycznia 2021 (skicross) – 1. miejsce
5. Idre – 24 stycznia 2021 (skicross) – 1. miejsce
6. Reiteralm – 19 lutego 2021 (skicross) – 2. miejsce
7. Sołniecznaja dolina – 13 marca 2021 (skicross) – 1. miejsce
8. Innichen – 19 grudnia 2021 (skicross) – 3. miejsce
9. Reiteralm – 13 marca 2022 (skicross) – 1. miejsce
10. Arosa – 12 grudnia 2022 (skicross) – 2. miejsce
11. Innichen – 21 grudnia 2022 (skicross) – 2. miejsce
12. Innichen – 22 grudnia 2022 (skicross) – 1. miejsce
13. Idre – 21 stycznia 2023 (skicross) – 2. miejsce
14. Idre – 22 stycznia 2023 (skicross) – 1. miejsce
15. Veysonnaz – 12 marca 2023 (skicross) – 3. miejsce
16. Craigleith – 17 marca 2023 (skicross) – 1. miejsce
17. Arosa – 12 grudnia 2023 (skicross) – 2. miejsce
18. Nakiska – 20 stycznia 2024 (skicross) – 1. miejsce
19. Idre – 22 marca 2024 (skicross) – 3. miejsce
20. Idre – 23 marca 2024 (skicross) – 2. miejsce
21. Arosa – 17 grudnia 2024 (skicross) – 1. miejsce
22. Innichen – 21 grudnia 2024 (skicross) – 1. miejsce
23. Val di Fassa – 9 lutego 2025 (skicross) – 1. miejsce
24. Gudauri – 1 marca 2025 (skicross) – 1. miejsce
25. Craigleith – 14 marca 2025 (skicross) – 1. miejsce
26. Craigleith – 15 marca 2025 (skicross) – 2. miejsce
27. Idre – 29 marca 2025 (skicross) – 1. miejsce
28. Idre – 30 marca 2025 (skicross) – 1. miejsce